# Эуа

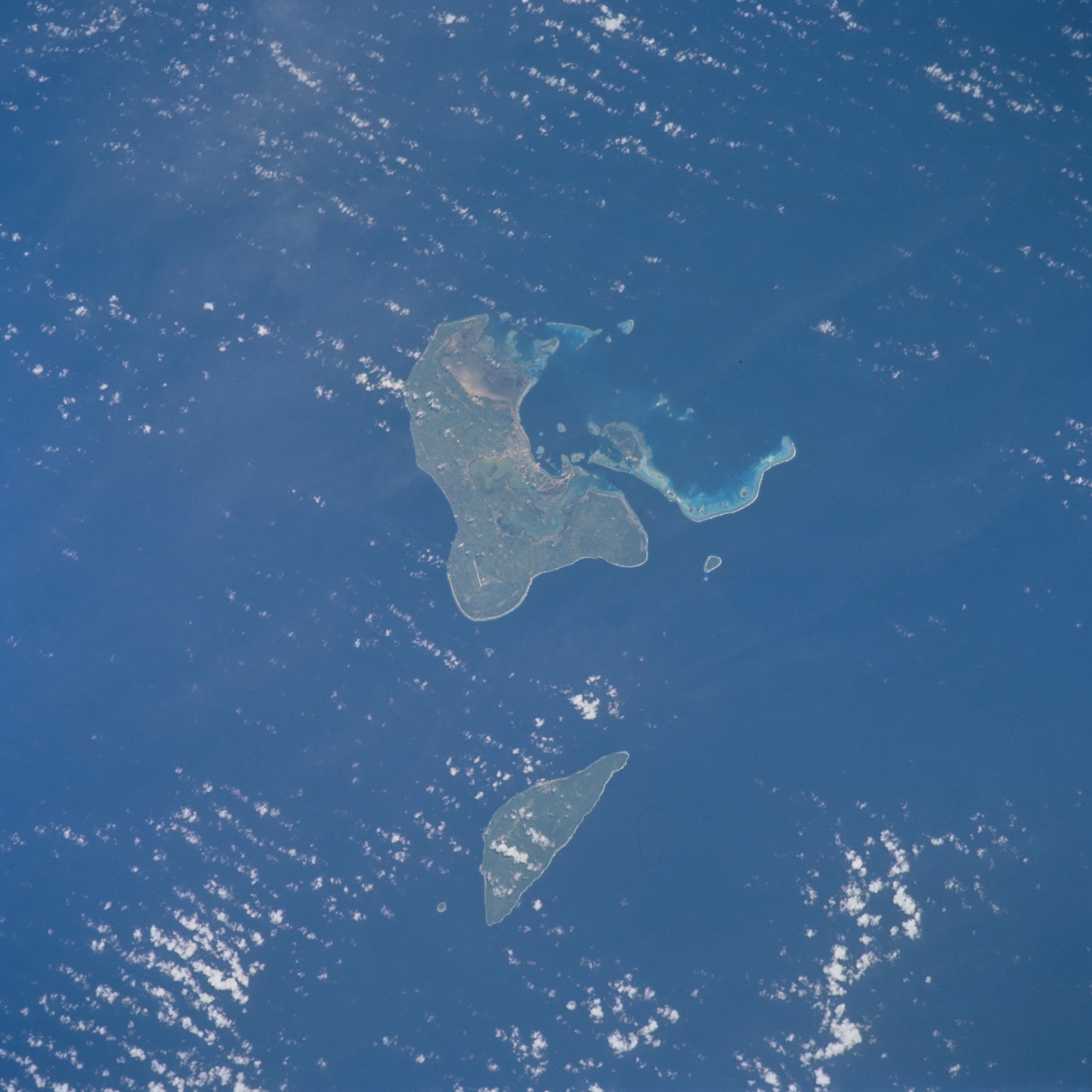
Космический снимок островов Тонгатапу и Эуа (в нижней части снимка).

Эуа (тонг. ʻEua) — остров в архипелаге Тонга в 18 км к юго-востоку от острова Тонгатапу (Королевство Тонга).

## География

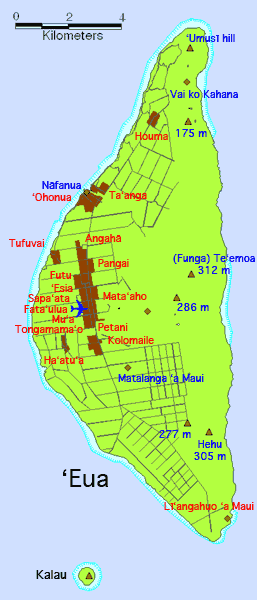
Карта острова Эуа

Эуа имеет гористый рельеф, сложен частично известняком, частично вулканическим туфом. Восточная гряда представляет собой поднятый барьерный риф. Высшая точка достигает высоты 383 м. На острове много карстовых образований. Длина Эуа составляет около 19 км, ширина — 7,5 км. Общая площадь суши — 87,44 км². Эуа покрыт тропическим лесом, а почвы отличаются высоким плодородием, что положительно сказывается на развитии сельского хозяйства.

## История
Остров был открыт в январе 1643 года голландским путешественником Абелем Тасманом, который назвал его Миддельбург-Эйландт (нидерл. Middelburg Eylandt). В октябре 1773 года на Эуа высадился английский путешественник Джеймс Кук.

## Население
Географически Эуа является частью островов Тонгатапу, административно — разделён на два административных округа: Эуа-Пропер и Эуа-Фооу. В 2006 году численность населения острова составляла 5206 человека. Всего на Эуа 13 деревень. Крупнейшие поселения — деревни Хоума, Охонуа, Туфуваи и Пангаи. Административный центр — Охонуа (1 200 человек)<ref>World Gazetter: Ohonua</ref. В 1860 году на остров были переселены жители острова Ата, а в 1946 году — жители острова Ниуафооу после сильного извержения вулкана.

## Транспорт
Общественного транспорта нет. Местные жители передвигаются по территории на собственных автомобилях. Имеется водное сообщение с островом Тонгатапу: несколько раз в неделю в столицу страны (г. Нукуалофа) и обратно ходит пассажирский катер. Помимо того, на острове есть небольшой аэропорт, выполняющий внутренние рейсы.

## Достопримечательности
На восточном побережье острова имеется Национальный парк с одноимённым названием (англ. Eua National Park), представляющий собой полупроходимые джунгли, где некоторые тропы заросли травой по пояс ввиду редкого использования. Возле каждого объекта установлен щит с подробной информацией о достопримечательности на английском языке: смотровая площадка Локупо-лукаут (англ.  Lokupo lookout), Крысиная пещера (англ.  Rats Cave), большой баньян (англ.  Big ovava three), природный бассейн (англ.  Hafu pool).

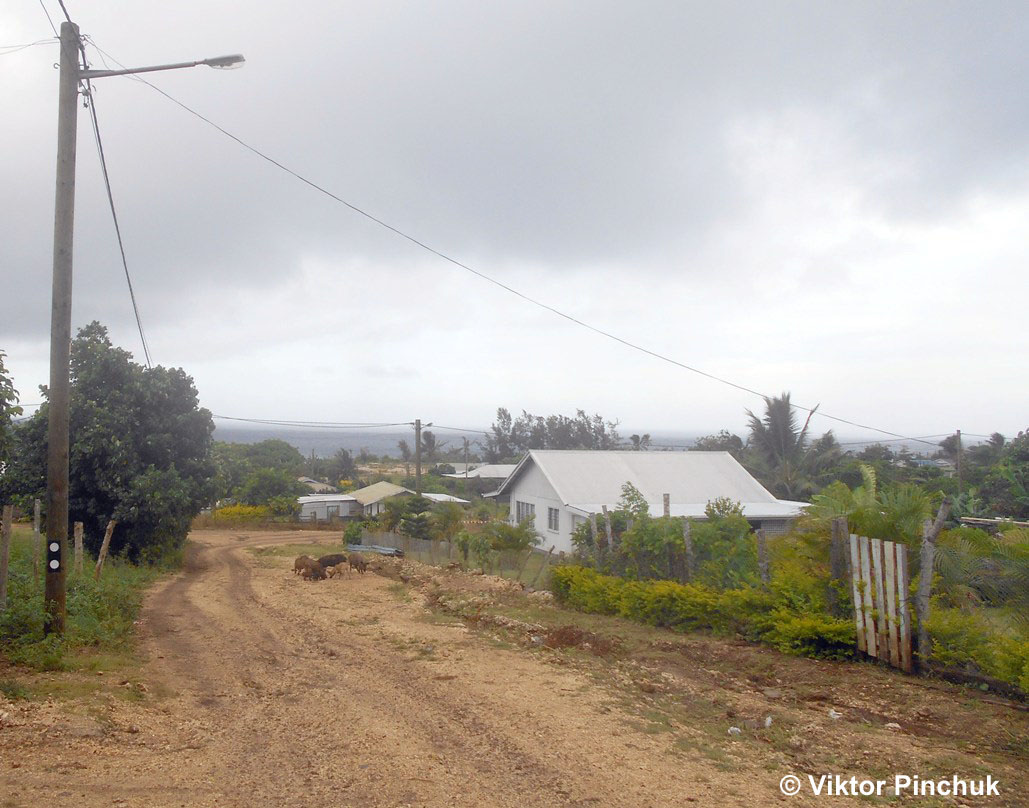
Деревня Охонуа на о. Эуа

## Примечания

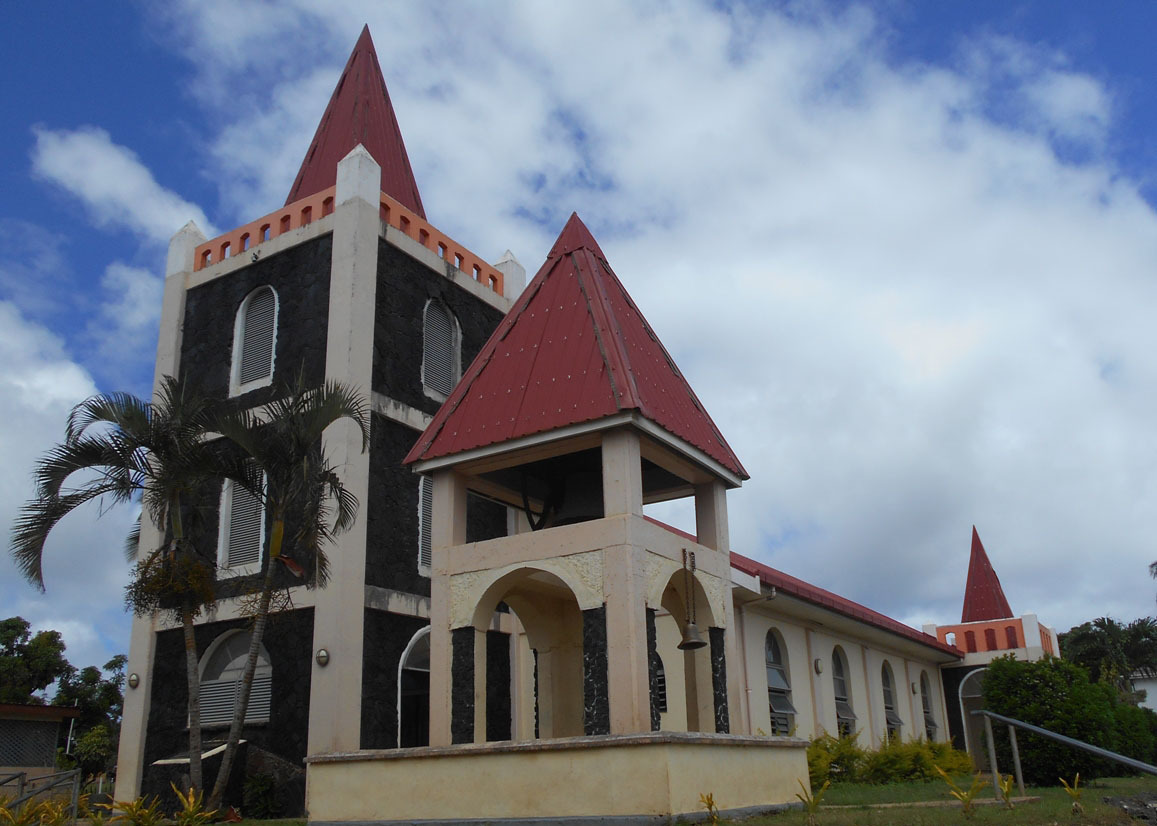
Церковь, дер. Охонуа

## Фотогалерея

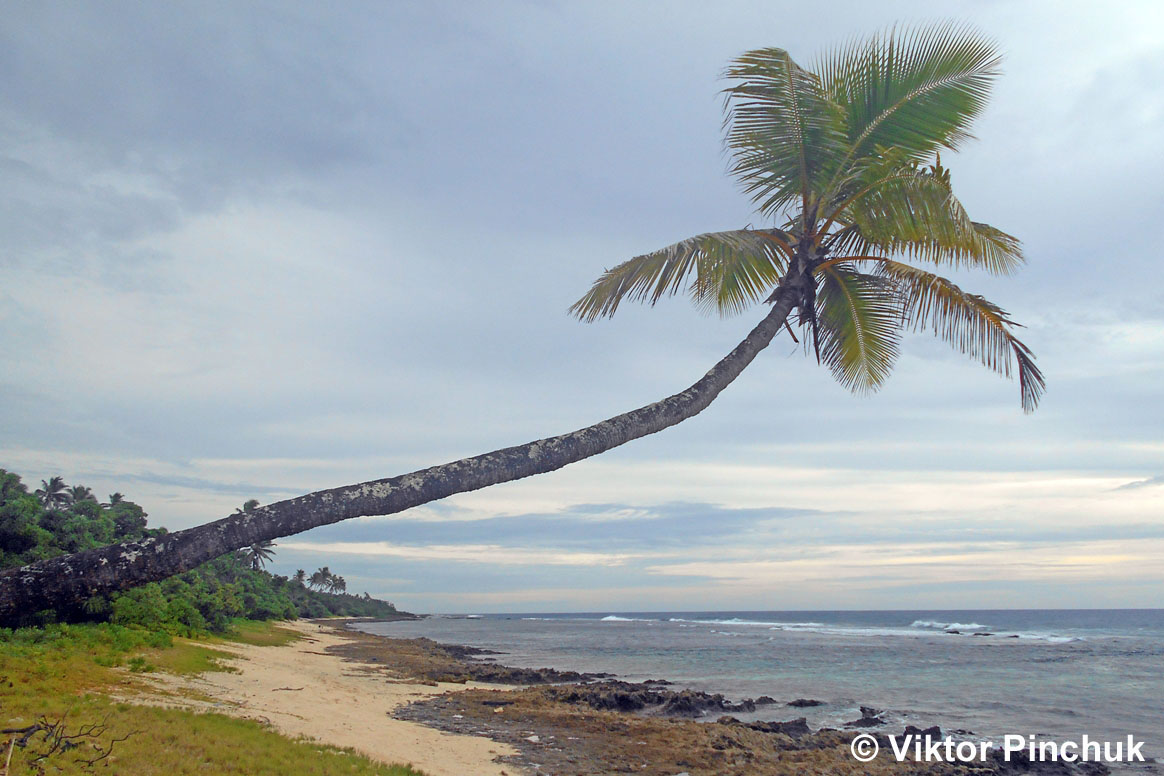
Туфувай-бич, западное побережье острова
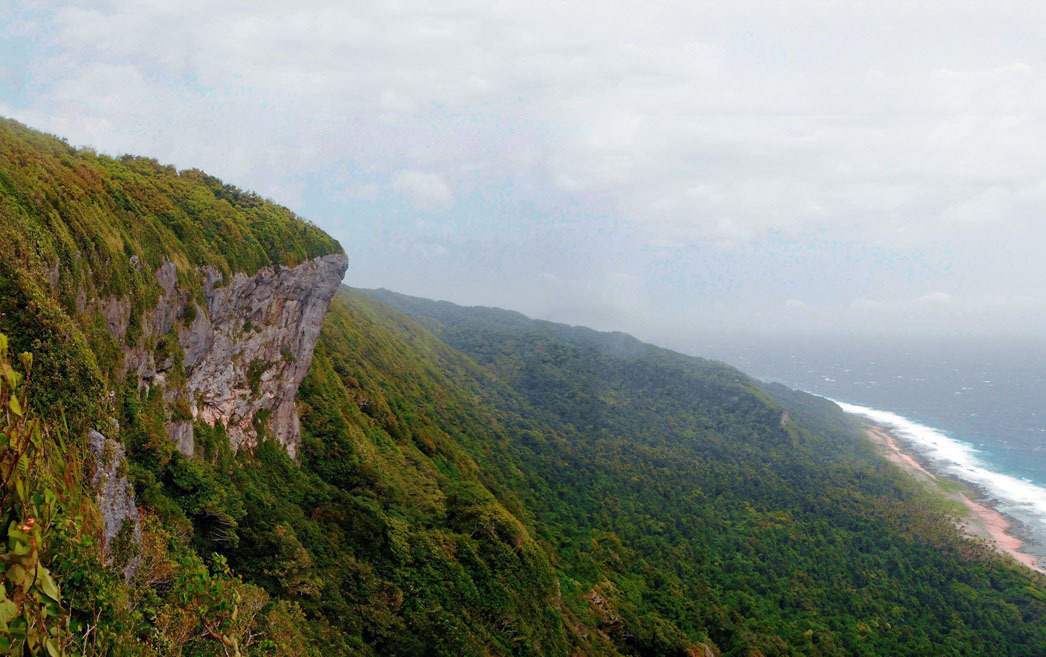
Вид со смотровой площадки Локупо-лукаут
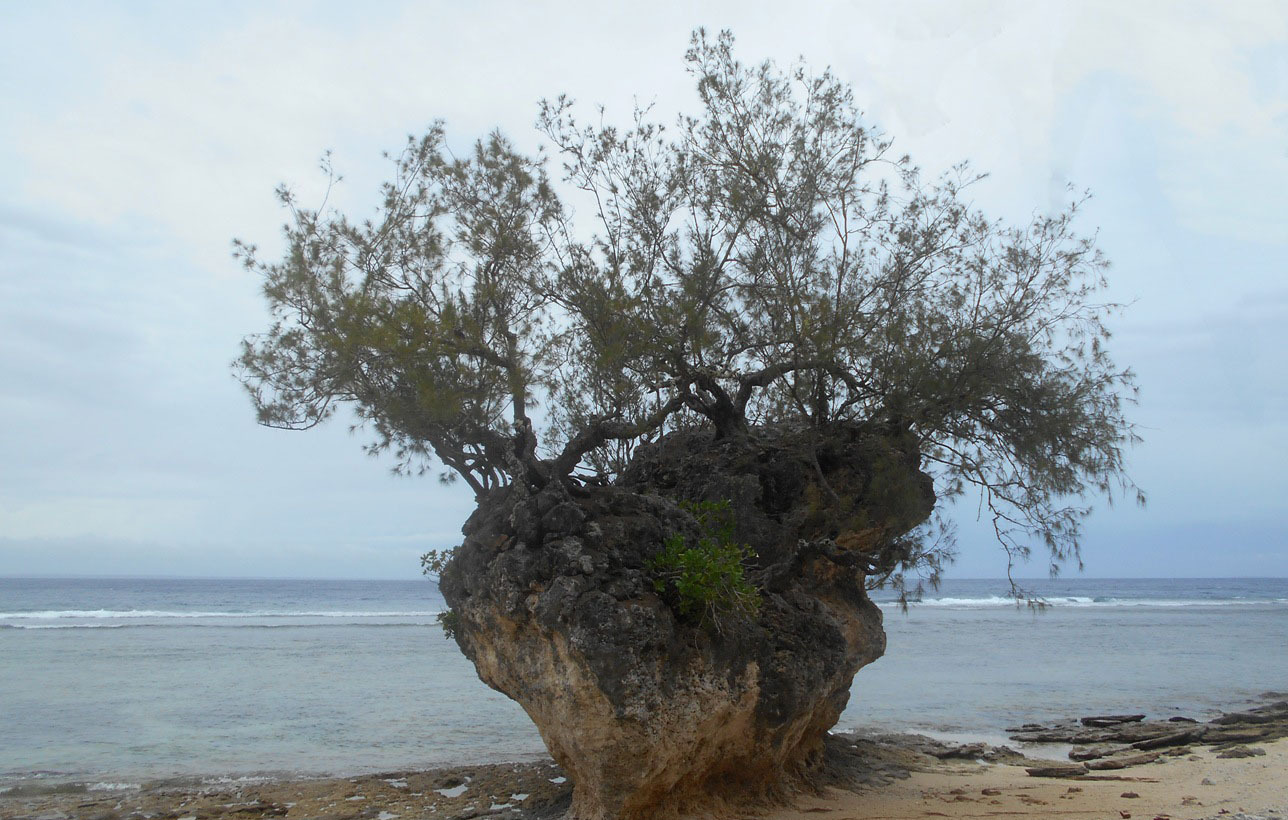
Уфила-бич, западное побережье
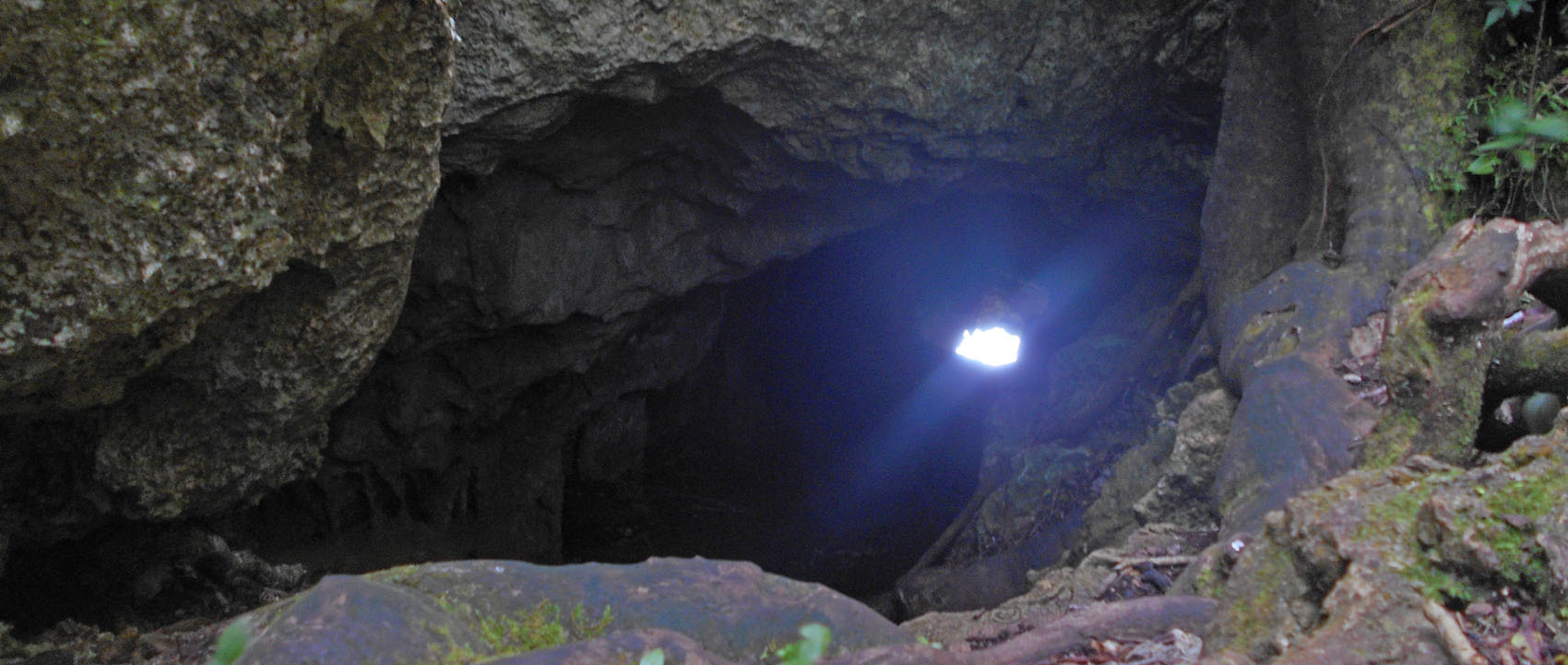
Пещера Крысиная
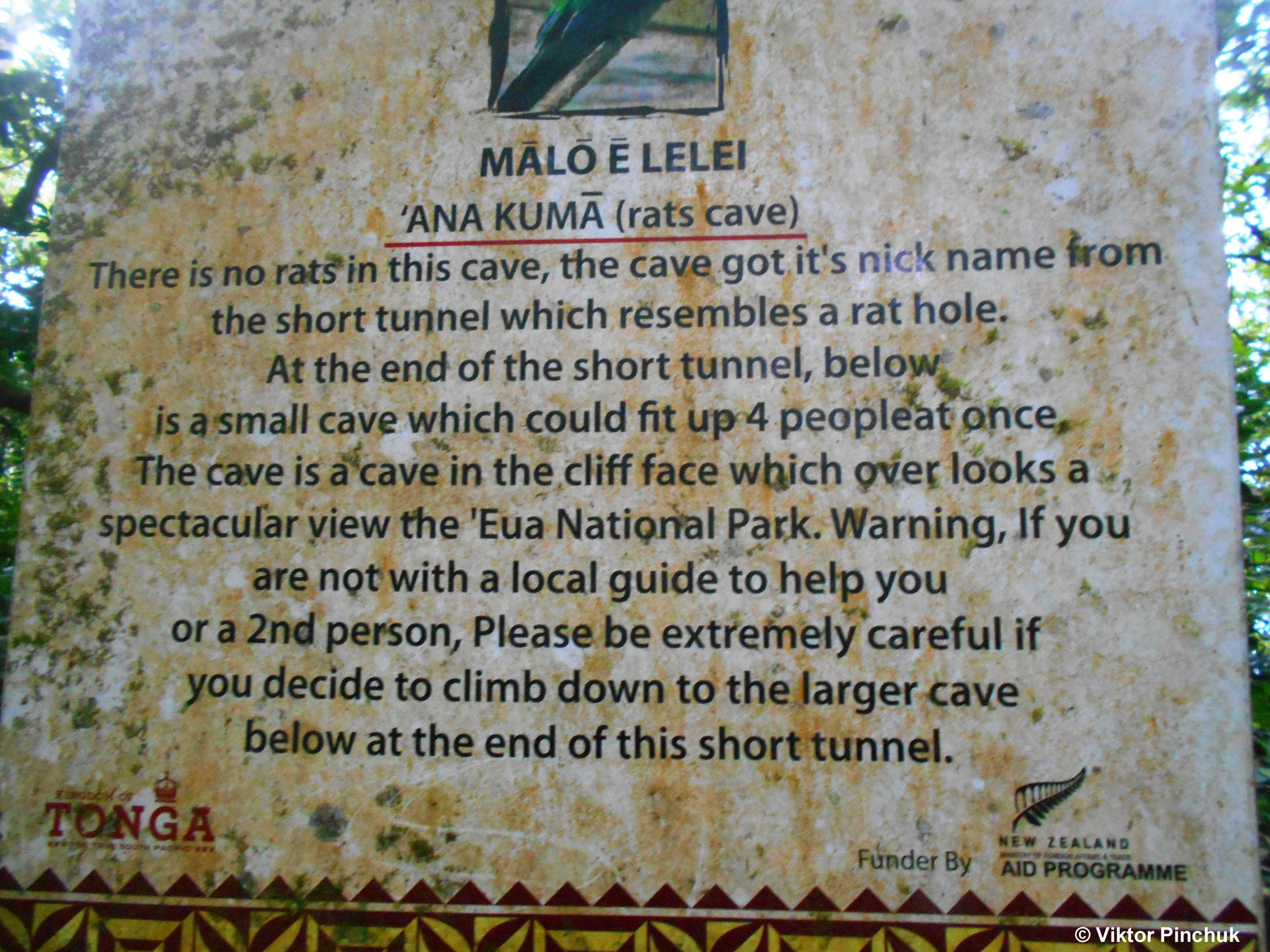
Стенд рядом с пещерой Крысиная
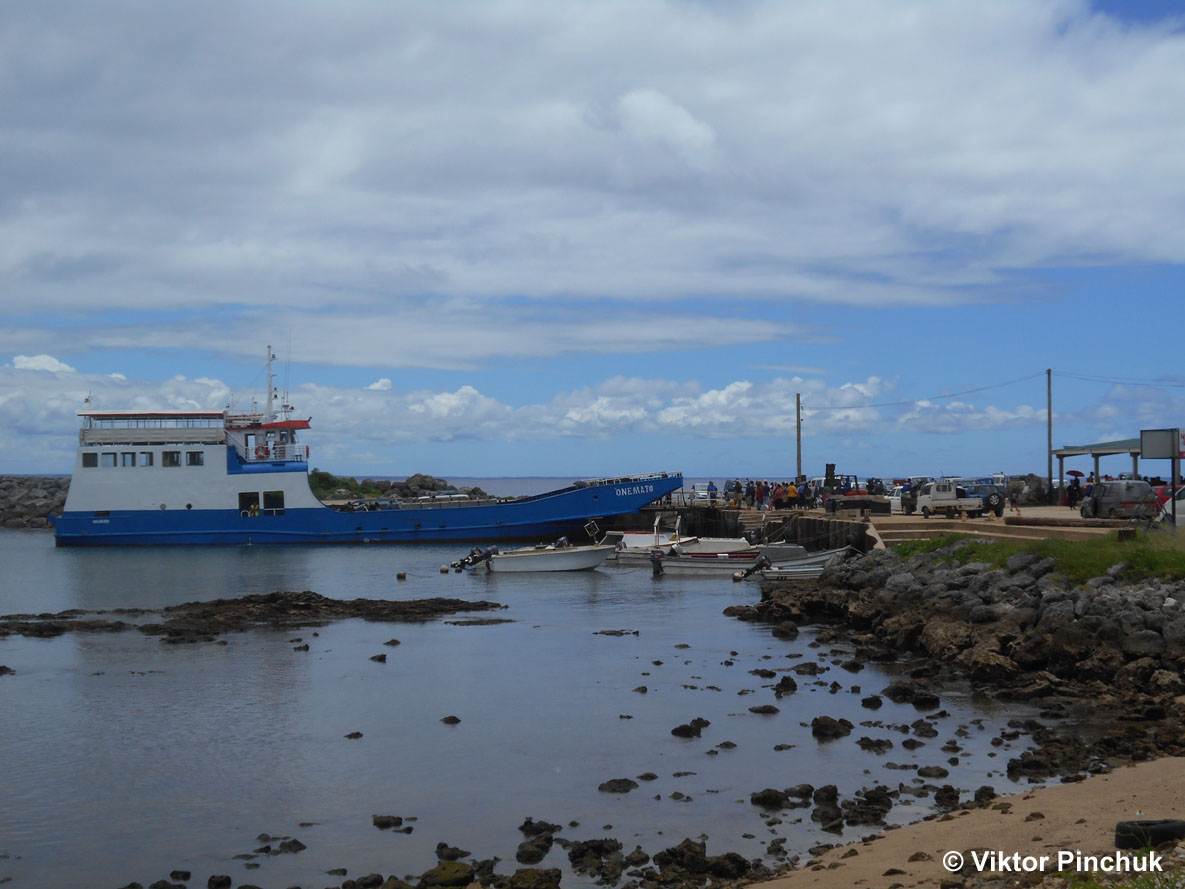
Причал на острове Эуа